# Натриев бикарбонат
Натриевият бикарбонат (наименование по IUPAC – натриев хидрогенкарбонат; известен още като сода бикарбонат и сода за хляб) има химична формула NaHCO3. Той е ненаситена натриева сол на въглеродната киселина (H2CO3). В нормални условия е бяло твърдо вещество. Произвежда се чрез процеса на Солвей, при който смес от вода, амоняк и натриев хлорид (готварска сол) реагират с въглероден диоксид.

Водните разтвори на натриевия бикарбонат са алкални, защото той е сол на силна основа и слаба киселина. По тази причина той се използва за неутрализация на киселини (стомашни сокове), напр. при гастрит или язва.
Содата бикарбонат е честа съставка на бакпулвера. В състава му влизат още киселини (например лимонена киселина или кисели соли – хидрогенфосфати и др.), които при овлажняване реагират със содата, при което се отделя въглеродна киселина. Последната се разлага на вода и въглероден диоксид и обуславя процеса бухване, водещ до образуването на шупли в изпечените продукти.
При нагряване до 270 °C натриевият бикарбонат се дехидрира до натриев карбонат (Na2CO3,
калцинирана сол) и въглероден диоксид (CO2). При по-нататъшно нагряване натриевият карбонат се разлага до динатриев оксид (Na2O) и въглероден диоксид.
Намира широко приложение в химическата (бои, пластмаси, битова химия, пожарогасители), хранителната (хлебни и сладкарски изделия, газирани напитки), леката (автомобилни гуми, изкуствени кожи, текстил) промишлености, фармацевтиката, цветната металургия.
Натриевият бикарбонат е регистриран като хранителна добавка E500.